# Aeroportul Kōnan
Aeroportul Kōnan (IATA: OKS, ICAO: RJBK) este un aeroport din Okayama, Prefectura Okayama, Japonia. Aeroportul a fost tranzitat în 2023 de 6 pasageri.
Situat la o altitudine de 0 m, aeroportul dispune de o singură pistă. Este operat de Prefectura Okayama.